# سيمون أوموسولا
ميدجو سيمون لوتي أوموسولا (من مواليد 5 مايو 1998) هو لاعب كرة قدم كاميروني محترف يلعب كحارس مرمى لنادي فيتا كلوب الكونغولي.